# Julian Alfred Steyermark
Julian Alfred Steyermark (* 27. Januar 1909 in St. Louis, Missouri; † 15. Oktober 1988 ebenda) war ein US-amerikanischer Botaniker. Sein Schwerpunkt war die neuweltliche Pflanzenwelt, sein Spezialgebiet die Familie der Rötegewächse (Rubiaceae). Sein offizielles botanisches Autorenkürzel lautet „Steyerm.“

## Leben und Wirken
Julian Alfred Steyermark war das einzige Kind des Kaufmanns Leo L. Steyermark und der Mamie I. Steyermark (geborene Isaacs). Steyermark studierte an der Henry Shaw School of Botany der Universität Washington, wo er 1933 mit dem Ph.D. abschloss.
Steyermarks Hauptwerke sind die Flora of Venezuelan Guyana, die Flora of Missouri sowie die Flora of Guatemala. Im Laufe seines Lebens sammelte er in sechsundzwanzig Ländern über 130.000 Pflanzen, was ihm einen Eintrag in das Guinness-Buch der Rekorde einbrachte. Er selbst verfasste die Erstbeschreibung von 2.392 Taxa, darunter eine Familie, 38 Gattungen und 1864 Arten.
Steyermark war Kustos am Missouri Botanical Garden.

## Ehrungen
Die Pflanzengattungen Steyermarkia Standl. aus der Familie der Rötegewächse (Rubiaceae), Steyermarkina R.M.King & H.Rob. aus der Familie der Korbblütler (Asteraceae), Steyermarkochloa Davidse & R.P.Ellis aus der Familie der Süßgräser (Poaceae), Jasarum G.S.Bunting aus der Familie der Aronstabgewächse (Araceae) und Steyerbromelia L.B.Sm. aus der Familie der Bromeliengewächse (Bromeliaceae), dazu die Moosgattung Steyermarkiella H.Rob. sind nach ihm benannt worden. Die Pflanzengattung Aristeyera H.E.Moore aus der Familie der Palmen (Arecaceae) ehrt Steyermark und Leandro S. Aristeguieta; die Gattung Stanmarkia Almeda aus der Familie der Schwarzmundgewächse (Melastomataceae) ehrt Steyermark und Paul Carpenter Standley.

## Werke (Auswahl)
- Flora of Missouri. 1962.
- Mit Paul Carpenter Standley und Louis Otho Williams: Flora of Guatemala. 1946–1977.
- Mit O. Huber: Flora del Avila. 1978.
- Mit Paul E. Berry, Kay Yatskievych und Bruce K. Holst: Flora of the Venezuelan Guayana. Band 1–9, 1995–2006 (postum)[2]